# Hasel (Orb)
Die Hasel oder der Haselbach ist ein rechter Zufluss der Orb im Main-Kinzig-Kreis im hessischen Spessart.

## Geografie

### Haselquelle

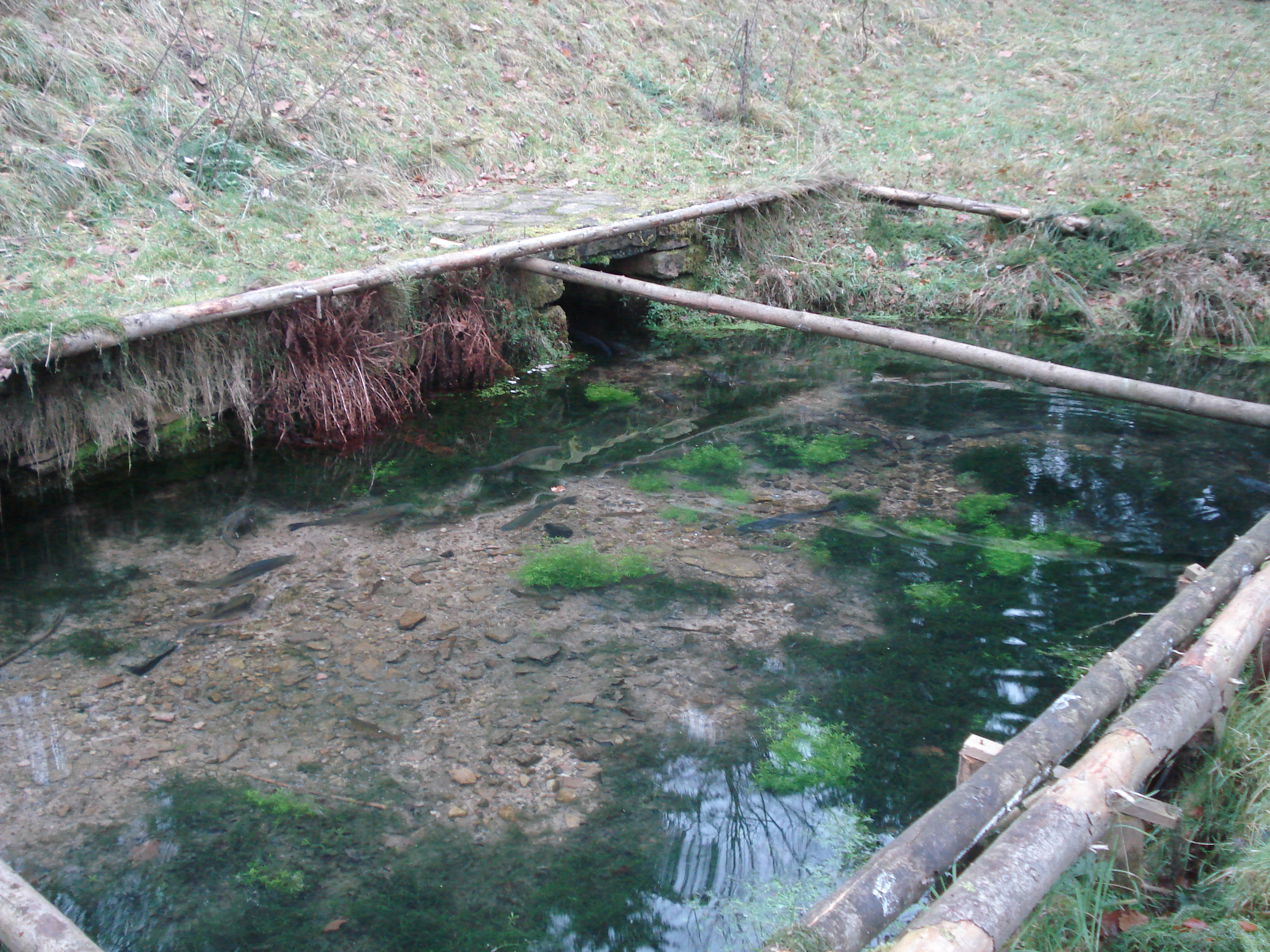
Die Haselquelle

Die Hasel entspringt der Haselquelle am Jagdhaus Haselruhe in einem Lichtungsstreifen zwischen Mischwald im Norden und Nadelwald im Süden am westlichen Fuße des Markberges.
Die Quelle wurde zur Fischzucht aufgestaut. Im glasklaren Wasser der Haselquelle leben Forellen. Das Quellwasser wird danach in einen weiteren Weiher geleitet.

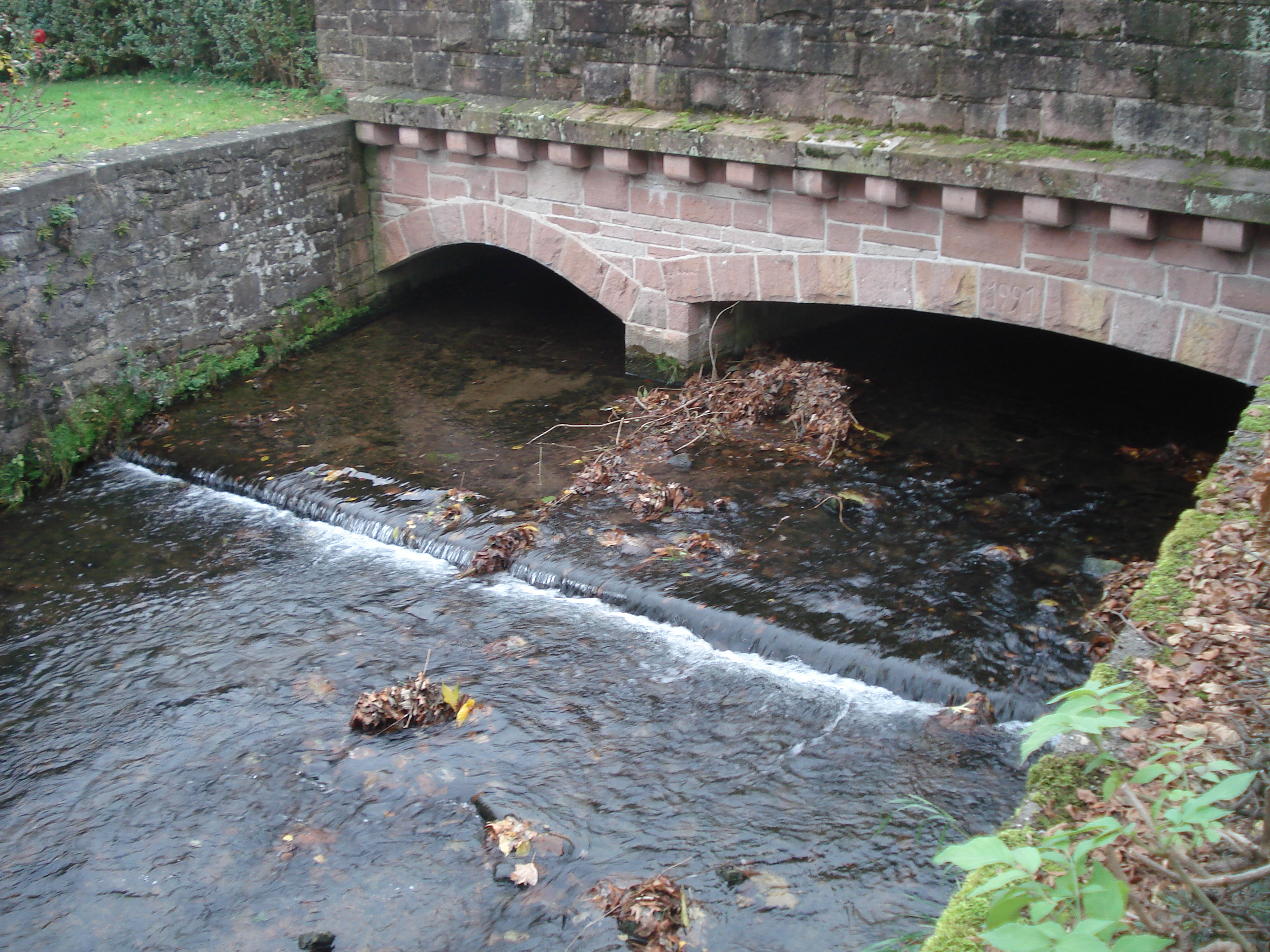
Die Hasel (linker Brückenbogen) mündet in die Orb (rechter Brückenbogen)

### Verlauf
Die Hasel fließt in vorwiegend westliche Richtung zwischen den Kleinen Marktberg (364 m ü. NHN) im Norden und dem Wintersberg (434 m ü. NHN) im Süden durch das nahezu unberührte Haselbachtal nach Bad Orb.
Dort mündet die Hasel schließlich auf einer Höhe von etwa 160 m ü. NHN etwas östlich der Bahnhofsstraße von rechts in die aus dem Südosten heranziehende Orb.
Ihr etwa 4,9 km langer Lauf endet 120 Höhenmeter unterhalb ihrer Quelle, er hat somit ein mittleres Sohlgefälle von 24 ‰.

### Einzugsgebiet
Das Einzugsgebiet der Hasel liegt im Sandsteinspessart und wird über die Orb, die Kinzig, den Main und den Rhein zur Nordsee entwässert.
Es grenzt
- im Norden und Nordosten an das des Klingbach, einem Zufluss der Kinzig
- und im Osten an das der Jossa, einem Zufluss der Sinn, die über die Fränkische Saale in den Main entwässert
- im Süden an das der Orb
- und im Norden an das der Kinzig

Die höchster Erhebung ist der 516 m hohe Markberg im Osten des Einzugsgebiets.
Das Einzugsgebiet ist überwiegend bewaldet. Im Mündungsbereich befinden sich die Siedlungsgebiete von Bad Orb.

### Flusssystem Kinzig
- Liste der Fließgewässer im Flusssystem Kinzig (Main)